# The Beautiful and Damned (film)
The Beautiful and Damned er en amerikansk stumfilm fra 1923 af William A. Seiter.

## Medvirkende
- Marie Prevost som Gloria
- Kenneth Harlan som Anthony
- Harry Myers som Dick
- Tully Marshall som Adam Patch
- Louise Fazenda som Muriel
- Cleo Ridgely som Dot
- Emmett King som Mr. Gilbert